# كريستوبال بيريز
كريستوبال بيريز (بالإسبانية: Cristóbal Pérez)‏ ولد بتاريخ 23 أغسطس 1952 في كولومبيا، هو دراج كولومبي سابق. سبق أن شارك في دورة الألعاب الأولمبية الصيفية.

## روابط خارجية
- كريستوبال بيريز على موقع أرشيف الدراجات (الإنجليزية)
- كريستوبال بيريز على موقع إحصائيات الدراجات الإحترافية (الإنجليزية)
- كريستوبال بيريز على موقع CycleBase (الإنجليزية)
- كريستوبال بيريز على موقع أوليمبيديا (الإنجليزية)